# San Pedro Buenavista, Villa Corzo
San Pedro Buenavista är en ort i Mexiko.   Den ligger i kommunen Villa Corzo och delstaten Chiapas, i den sydöstra delen av landet, 700 km sydost om huvudstaden Mexico City. San Pedro Buenavista ligger 636 meter över havet och antalet invånare är 8 390.
Terrängen runt San Pedro Buenavista är kuperad. Runt San Pedro Buenavista är det ganska glesbefolkat, med 24 invånare per kvadratkilometer. Närmaste större samhälle är Villa Corzo, 19,8 km nordväst om San Pedro Buenavista. I omgivningarna runt San Pedro Buenavista växer huvudsakligen savannskog.